# Roly Paniagua
Rolando ("Roly") Paniagua Cabrera (Santa Cruz de la Sierra, 14 november 1966) is een voormalig Boliviaans voetballer, die speelde als aanvaller.

## Clubcarrière
Paniagua beëindigde zijn actieve loopbaan in 2001 bij de Boliviaanse club Club San José uit Oruro na eerder onder meer voor Oriente Petrolero, Club Blooming en Real Santa Cruz te hebben gespeeld.

## Interlandcarrière
Paniagua speelde in totaal 25 interlands voor Bolivia in de periode 1985-1996, en scoorde vier keer voor zijn vaderland. Onder leiding van bondscoach Carlos Rodríguez maakte hij zijn debuut op 21 april 1985 in de vriendschappelijke thuiswedstrijd tegen Venezuela (4-0). Met La Verde nam Paniagua tweemaal deel aan de strijd om de Copa América: 1987 en 1989.

## Erelijst
Club Blooming
- Liga de Boliviano

1984, 1998
 Club San José
- Liga de Boliviano

1995